# Le Porche du Mystère de la deuxième vertu
Le Porche du Mystère de la deuxième vertu est une œuvre poétique de Charles Péguy (1873-1914) écrite en 1911 et 1912, qui précède Le Mystère des Saints Innocents (1912) et succède au Mystère de la charité de Jeanne d'Arc (1910).

## Présentation
Dans l'œuvre, Charles Péguy laisse la parole à Dieu qui s'exprime à travers la voix de Madame Gervaise dans un long monologue. Parmi les trois vertus théologales, la Foi, l'Espérance et la Charité, Péguy considère l'Espérance comme « la plus difficile et la plus agréable à Dieu », la foi comme la charité étant facilement accessibles aux hommes. C'est à travers l'image d'une « petite fille espérance » qui « s'avance entre ses deux grandes sœurs » que Charles Péguy définit cette deuxième vertu. L'espérance est un guide pour les deux autres vertus. Symbolisée par l'enfance, l'espérance est celle qui voit au-delà du présent, celle qui avance dans l'innocence, avec assurance vers l'avenir.